# Villeneuve-d'Olmes
Villeneuve-d'Olmes é uma comuna francesa na região administrativa de Occitânia, no departamento de Ariège. Estende-se por uma área de 5,92 km². Em 2010 a comuna tinha 991 habitantes (densidade: 167,4 hab./km²).